# Hugues de Montréal (évêque)
Hugues de Montréal est un religieux français du début du XIIIe siècle, évêque de Langres de 1219 jusqu'à sa mort en 1232.

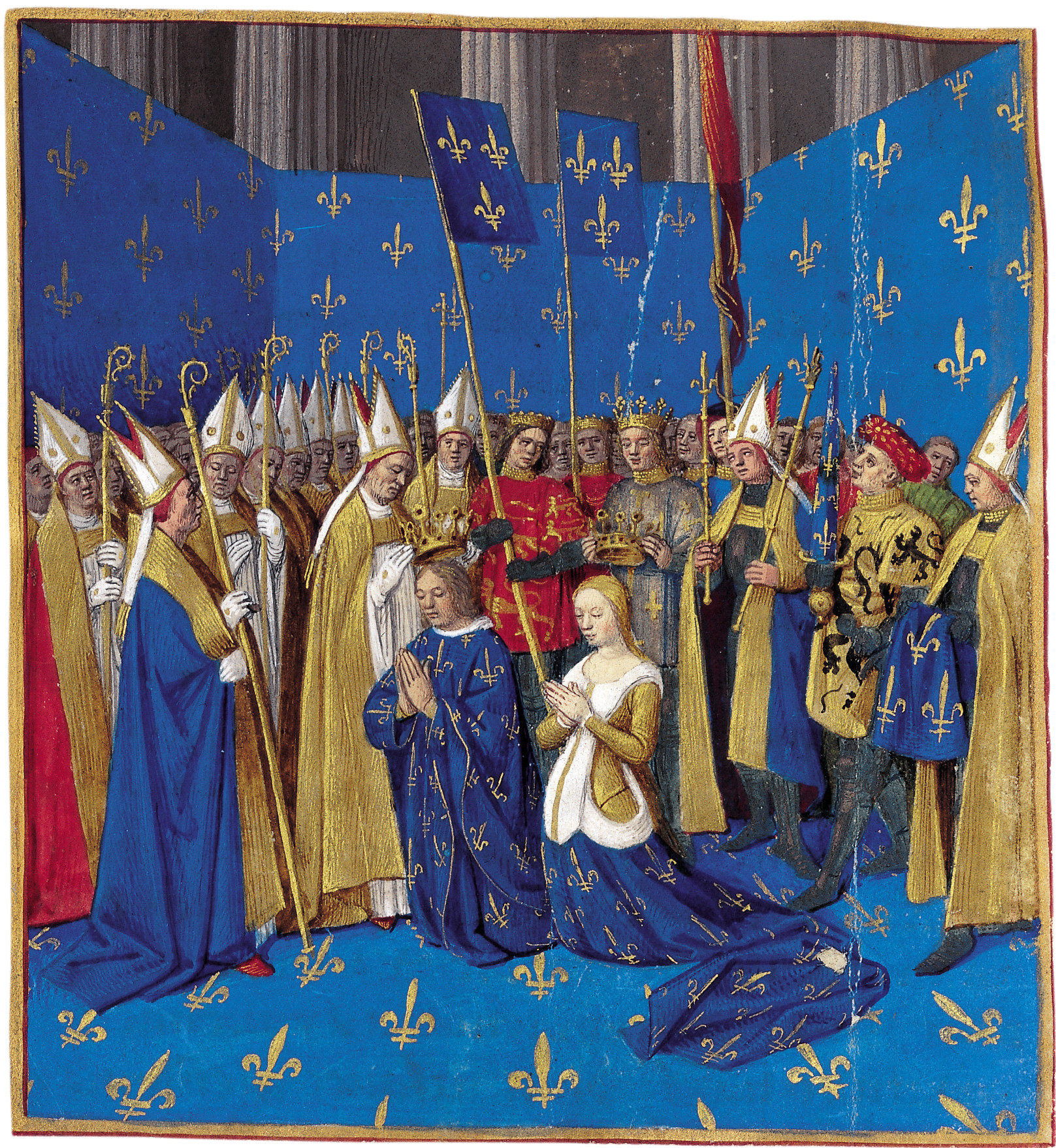
Le sacre de Louis VIII le Lion et de son épouse Blanche de Castille.

## Famille
Il est le fils d'Anséric IV de Montréal, seigneur de Montréal, et de Sibylle de Bourgogne.

## Biographie
Avant son élection au siège épiscopal de Langres, il est archidiacre du Tonnerrois.
Il est nommé par le pape comme commissaire, avec Giraud, évêque de Valence et auparavant abbé de Molesme puis de Cluny, pour rechercher des informations sur la vie de saint Robert, qui est canonisé en 1220, par Honorius III.
Il assiste comme pair de France au sacre des rois de France Louis VIII le 6 août 1223 et Louis IX le 29 novembre 1226.
Il acquiert la sénéchaussée (alors bien héréditaire des seigneurs de Marac) et la prévôté de Langres, qu'il unit au bailliage de la ville, mais conserve pour lui un chancelier et un maréchal de l'évêché. Il nomme Bertrand de Luzy à cette dernière fonction,.

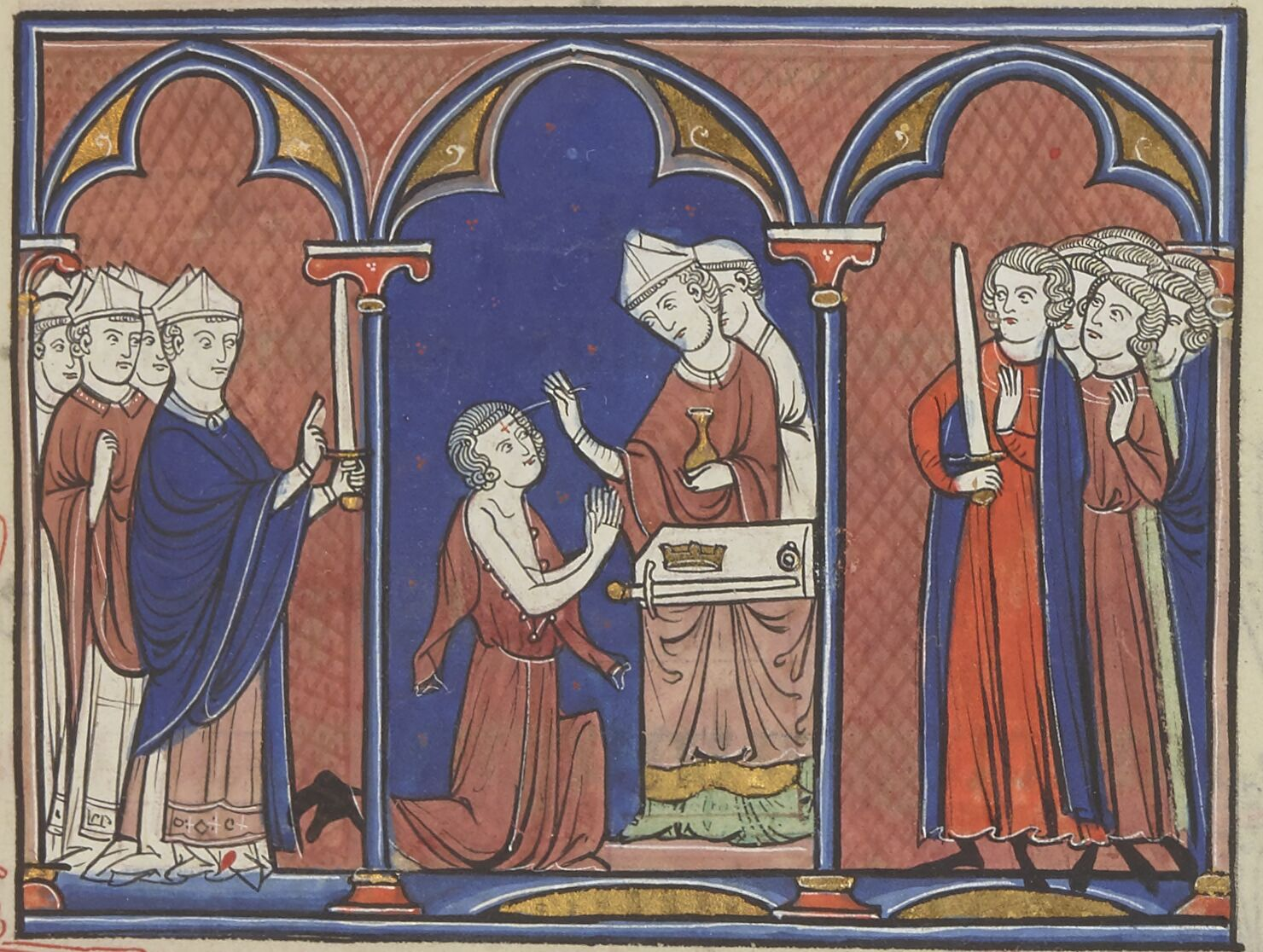
Le sacre de Saint Louis

Il semble avoir été un évêque réputé pour sa sagesse et sa probité, et a souvent été choisi par les ducs de Bourgogne et les comtes de Champagne pour arbitrer les différends qu'il y eut entre eux.
Il meurt le 15 mars 1232 et son corps est inhumé à l'abbaye de Clairvaux.